# Plélan-le-Petit
Plélan-le-Petit (bret. Plelann-Vihan) – miejscowość i gmina we Francji, w regionie Bretania, w departamencie Côtes-d’Armor.
Według danych na rok 1990 gminę zamieszkiwało 1525 osób, a gęstość zaludnienia wynosiła 72 osoby/km² (wśród 1269 gmin Bretanii Plélan-le-Petit plasuje się na 409. miejscu pod względem liczby ludności, natomiast pod względem powierzchni na miejscu 472.).